# Euphorbia hottentota
Euphorbia hottentota là một loài thực vật có hoa trong họ Đại kích. Loài này được Marloth mô tả khoa học đầu tiên năm 1930.